# Sergej Grigor'evič Lomonosov
Sergej Grigor'evič Lomonosov (1799 – San Donato in Collina, 13 ottobre 1857) è stato un politico e diplomatico russo.

## Biografia
Discendente da una nobile famiglia moscovita, Lomonosov era il figlio del maggiore generale Grigorij Gavrilovič Lomonosov. Studiò presso il Liceo imperiale di Carskoe Selo.

## Carriera
Nel 1818, è stato mandato presso l'ambasciata a Washington, ma nel 1821 tornò a San Pietroburgo, e nello stesso anno è andato in Spagna. Dopo aver trascorso un po' di tempo a Madrid, Lomonosov è stato trasferito all'ambasciata di Parigi, dove rimase fino al 1829.
Nel 1831 è stato trasferito all'ambasciata di Copenaghen, e alla fine dello stesso anno, divenne il primo segretario dell'ambasciata di Londra.
Nel 1841 Lomonosov è stato nominato ambasciatore in Brasile. Durante il suo soggiorno, viaggiò dalla costa di Rio de Janeiro alla foce del Rio delle Amazzoni, e probabilmente il primo russo a conoscere il Sud America.
Nel 1848 è stato trasferito in Portogallo. Dal 1853 fino alla sua morte ha servito come inviato straordinario e ministro plenipotenziario nei Paesi Bassi.

## Morte
Morì il 13 ottobre 1857 a San Donato e fu sepolto a Livorno.
Fu un collezionista di animali impagliati che collezionò durante i suoi viaggi,  alcuni dei quali nel 1851 furono donati al Museo Zoologico dell'Università di Kazan'.